# Xanthiomyces spinosus
Xanthiomyces spinosus (Chivers) X. Wei Wang & Houbraken – gatunek grzybów z rzędu Sordariales. Grzyb mikroskopijny występujący również w Polsce.

## Systematyka
Pozycja w klasyfikacji według Index Fungorum: Xanthiomyces, Chaetomiaceae, Sordariales, Sordariomycetidae, Sordariomycetes, Pezizomycotina, Ascomycota, Fungi.
Po raz pierwszy opisał go w 1912 r. Arthur Houston Chivers, nadając mu nazwę Chaetomium spinosum. W 2012 r. mykolodzy po dokonaniu wielogenowej analizy filogenetycznej rodziny Chaetomiaceae, połączonej z badaniami molekularnymi i morfologicznymi, stwierdzili, że jest mocno polifiletyczna i dokonali jej rewizji. Wiele jej gatunków (zwłaszcza z rodzaju Chaetomium) przenieśli do innych rodzajów, w tym nowo utworzonych. Rodzaj Xanthiomyces utworzyli w 2022 r. X. Wei Wang i Jos Houbraken. Jest to takson monotypowy, zawierający jeden tylko gatunek.